# Final de la Copa de las Naciones de la OFC 2012
La final de la Copa de las Naciones de la OFC 2012 fue el partido que definió al campeón oceánico. Se jugó en el Estadio Lawson Tama, en Honiara, Islas Salomón.
El primer clasificado a esta instancia fue Tahití, mientras que el segundo fue Nueva Caledonia que venció a Nueva Zelanda en la semifinal.
Esta será la sexta edición de las nueve jugadas que tendrá una final a partido único, la tercera que será jugada en un país del Pacífico, siendo anteriormente sedes Nueva Caledonia en 1980 y la Polinesia Francesa en 2000 y la primera en la que no participarán Australia o Nueva Zelanda.
Con gol de Steevy Chong Hue, la selección tahitiana se quedó con el trofeo.
| Bandera de Polinesia Francesa | vs. | Bandera de Nueva Caledonia |
| Tahití 1                      | vs. | Nueva Caledonia 0          |

## Camino a la final

### Tahití
| Fecha                                                          | Fase      | Sede                         | Equipo                        | Equipo | Resultado | Equipo                     | Equipo       |
| -------------------------------------------------------------- | --------- | ---------------------------- | ----------------------------- | ------ | --------- | -------------------------- | ------------ |
| 1 de junio                                                     | Grupo A   | Estadio Lawson Tama, Honiara | Bandera de Polinesia Francesa | Tahití | 10 - 1    | Bandera de Samoa           | Samoa        |
| 3 de junio                                                     | Grupo A   | Estadio Lawson Tama, Honiara | Bandera de Polinesia Francesa | Tahití | 4 - 3     | Bandera de Nueva Caledonia | N. Caledonia |
| 5 de junio                                                     | Grupo A   | Estadio Lawson Tama, Honiara | Bandera de Polinesia Francesa | Tahití | 4 - 1     | Bandera de Vanuatu         | Vanuatu      |
| Tahití avanzó a semifinales, primero en su grupo con 9 puntos. |           |                              |                               |        |           |                            |              |
| 8 de junio                                                     | Semifinal | Estadio Lawson Tama, Honiara | Bandera de Polinesia Francesa | Tahití | 1 - 0     | Bandera de Islas Salomón   | Is. Salomón  |
| Tahití avanzó a la final tras ganar por 1-0.                   |           |                              |                               |        |           |                            |              |

### Nueva Caledonia
| Fecha                                                                   | Fase      | Sede                         | Equipo                     | Equipo          | Resultado | Equipo                        | Equipo     |
| ----------------------------------------------------------------------- | --------- | ---------------------------- | -------------------------- | --------------- | --------- | ----------------------------- | ---------- |
| 1 de junio                                                              | Grupo A   | Estadio Lawson Tama, Honiara | Bandera de Nueva Caledonia | Nueva Caledonia | 5 - 2     | Bandera de Vanuatu            | Vanuatu    |
| 3 de junio                                                              | Grupo A   | Estadio Lawson Tama, Honiara | Bandera de Nueva Caledonia | Nueva Caledonia | 3 - 4     | Bandera de Polinesia Francesa | Tahití     |
| 5 de junio                                                              | Grupo A   | Estadio Lawson Tama, Honiara | Bandera de Nueva Caledonia | Nueva Caledonia | 9 - 0     | Bandera de Samoa              | Samoa      |
| Nueva Caledonia avanzó a semifinales, segundo en su grupo con 6 puntos. |           |                              |                            |                 |           |                               |            |
| 8 de junio                                                              | Semifinal | Estadio Lawson Tama, Honiara | Bandera de Nueva Caledonia | Nueva Caledonia | 2 - 0     | Bandera de Nueva Zelanda      | N. Zelanda |
| Nueva Caledonia avanzó a la final tras ganar por 2-0.                   |           |                              |                            |                 |           |                               |            |

## Partido
| 21         | Guardameta     | Xavier Samin        |       |
| 8          | Defensa        | Angelo Tchen        |       |
| 10         | Defensa        | Nicolas Vallar      |       |
| 4          | Defensa        | Teheivarii Ludivion |       |
| 19         | Defensa        | Vincent Simon       |       |
| 6          | Centrocampista | Lorenzo Tehau       | 89'   |
| 7          | Centrocampista | Henri Caroine       |       |
| 17         | Centrocampista | Jonathan Tehau      |       |
| 15         | Centrocampista | Heimano Bourebare   | 90+2' |
| 2          | Delantero      | Alvin Tehau         |       |
| 13         | Delantero      | Steevy Chong Hue    |       |
| Entrenador | Entrenador     | Eddy Etaeta         |       |

| 1          | Guardameta     | Rocky Nyikeine       |     |
| 3          | Defensa        | Emile Bearune        |     |
| 2          | Defensa        | Judikael Ixoee       |     |
| 7          | Defensa        | Dominique Wacalie    |     |
| 19         | Centrocampista | Georges Gope-Fenepej |     |
| 6          | Centrocampista | Olivier Dokunengo    | 67' |
| 17         | Centrocampista | Joel Wakanumuné      |     |
| 16         | Centrocampista | Iamel Kabeu          |     |
| 11         | Delantero      | Bertrand Kai         |     |
| 10         | Delantero      | Marius Bako          |     |
| 9          | Delantero      | Jacques Haeko        |     |
| Entrenador | Entrenador     | Alain Moizan         |     |

| 11 | Centrocampista | Manaraii Porlier | 89'   |
| 14 | Centrocampista | Roihau Degage    | 90+2' |

| 12 | Centrocampista | Roy Kayara | 67' |

| Anotado | 11' | Steevy Chong Hue | 1-0 |

| Amonestado | 55' | Lorenzo Tehau |
| Amonestado | 62' | Angelo Tchen  |

| Amonestado | 29' | Judikael Ixoee    |
| Amonestado | 38' | Marius Bako       |
| Amonestado | 50' | Olivier Dokunengo |
| Amonestado | 69' | Emile Bearune     |

| Árbitro             | Peter O'Leary     |
| Árbitros asistentes | Jan Hendrik Hintz |
| Árbitros asistentes | Ravinesh Kumar    |
| Cuarto árbitro      | Gerald Oiaka      |

| 21         | Guardameta     | Xavier Samin        |       |
| 8          | Defensa        | Angelo Tchen        |       |
| 10         | Defensa        | Nicolas Vallar      |       |
| 4          | Defensa        | Teheivarii Ludivion |       |
| 19         | Defensa        | Vincent Simon       |       |
| 6          | Centrocampista | Lorenzo Tehau       | 89'   |
| 7          | Centrocampista | Henri Caroine       |       |
| 17         | Centrocampista | Jonathan Tehau      |       |
| 15         | Centrocampista | Heimano Bourebare   | 90+2' |
| 2          | Delantero      | Alvin Tehau         |       |
| 13         | Delantero      | Steevy Chong Hue    |       |
| Entrenador | Entrenador     | Eddy Etaeta         |       |

| 1          | Guardameta     | Rocky Nyikeine       |     |
| 3          | Defensa        | Emile Bearune        |     |
| 2          | Defensa        | Judikael Ixoee       |     |
| 7          | Defensa        | Dominique Wacalie    |     |
| 19         | Centrocampista | Georges Gope-Fenepej |     |
| 6          | Centrocampista | Olivier Dokunengo    | 67' |
| 17         | Centrocampista | Joel Wakanumuné      |     |
| 16         | Centrocampista | Iamel Kabeu          |     |
| 11         | Delantero      | Bertrand Kai         |     |
| 10         | Delantero      | Marius Bako          |     |
| 9          | Delantero      | Jacques Haeko        |     |
| Entrenador | Entrenador     | Alain Moizan         |     |

| 11 | Centrocampista | Manaraii Porlier | 89'   |
| 14 | Centrocampista | Roihau Degage    | 90+2' |

| 12 | Centrocampista | Roy Kayara | 67' |

| Anotado | 11' | Steevy Chong Hue | 1-0 |

| Amonestado | 55' | Lorenzo Tehau |
| Amonestado | 62' | Angelo Tchen  |

| Amonestado | 29' | Judikael Ixoee    |
| Amonestado | 38' | Marius Bako       |
| Amonestado | 50' | Olivier Dokunengo |
| Amonestado | 69' | Emile Bearune     |

| Árbitro             | Peter O'Leary     |
| Árbitros asistentes | Jan Hendrik Hintz |
| Árbitros asistentes | Ravinesh Kumar    |
| Cuarto árbitro      | Gerald Oiaka      |

| Bandera de Polinesia Francesa |
| Campeón Tahití                |
| Primer título                 |